# Garantie van Oorsprong
Een Garantie van Oorsprong (GO of GvO) is een bewijsstuk waarmee de afkomst van duurzaam geproduceerde energie aangetoond kan worden. Garanties van Oorsprong maken onderdeel uit van het European Energy Certificate System (EECS) dat wordt beheerd door de Association of Issuing Bodies (AIB).

## Eigenschappen
Als duurzame elektriciteitsbronnen gelden: water, wind, zon en biomassa. Naast elektriciteit worden GvO’s ook verstrekt voor met biomassa geproduceerd gas (groen gas) en duurzaam opgewekte warmte die nuttig wordt toegepast. Hierbij gelden biomassa, zonthermie en geothermie als mogelijke bronnen. Tot slot worden ook voor de gecombineerde duurzame opwekking van elektriciteit en warmte middels een hoogrenderende warmtekrachtkoppeling (WKK) GvO’s verstrekt. Voor elke 1.000 kWh elektriciteit die een groenestroominstallatie netto heeft geproduceerd, wordt 1 GvO uitgereikt (in het Vlaams gewest een HEB-GO genoemd). In het geval van groen gas wordt de GvO verstrekt voor een (variabel) vastgesteld aantal megawattuur (MWh) energetische waarde van het geproduceerde gas.
In een Garantie van Oorsprong staat in ieder geval:
- Op welke vorm van energie de garantie van oorsprong betrekking heeft.
- De gebruikte energiebron.
- In het geval van het gebruik van biomassa:
  - De soort biomassa.
  - De afgegeven certificaten.
- De begindatum en einddatum van de productie.
- Een aanduiding van de productie-installatie, waaronder de locatie, het type en de capaciteit.
- De datum waarop de productie-installatie in gebruik is genomen.
- Of en in welke mate de productie-installatie overheidssteun heeft ontvangen of genoten en het type overheidssteun.
- Een uniek identificatienummer.
- De datum en het land van afgifte.

In GvO’s verstrekt voor HR-WKK’s of groen gas afkomstig uit hernieuwbare bronnen worden daarnaast nog enkele aanvullende punten vermeld. 
Een GvO kan los van de opgewekte energie waarvoor deze is verstrekt worden verhandeld. Een GvO is 12 maanden geldig vanaf het moment van verstrekken en is eenmalig te gebruiken. 

## Gebruik
Energieleveranciers kunnen via Garanties van Oorsprong bewijzen dat (een deel van) hun energie afkomstig is van hernieuwbare energiebronnen. Hiermee kunnen contracten worden gesloten voor de levering van duurzame energie of subsidie-aanvragen worden gedaan. 
Aan de energie die men ontvangt kan niet worden afgeleid waarmee deze is opgewekt. Alleen bij een directe verbinding tussen de groene energiebron en de afnemer is de herkomst volledig herleidbaar. In de praktijk wordt elektriciteit of groen gas geleverd middels het landelijke hoogspanningsnet of aardgasnet, waarop vele verschillende bronnen zijn aangesloten. Wanneer een contract wordt afgesloten met een leverancier waarin staat dat de geleverde energie duurzaam moet zijn opgewekt, dan is de leverancier verplicht om een gelijk aantal GvO’s af te schrijven als dat er door de klant aan energie is verbruikt. Op die manier is het zeker dat de energie waarvoor wordt betaald daadwerkelijk ergens duurzaam is opgewekt. De vraag naar GvO’s moet zo de ontwikkeling van duurzame energieopwekking stimuleren en belonen.
De GvO's hangen niet vast aan de energie zelf en kunnen vrij verkocht worden. Als een elektriciteitsleverancier stroom verkoopt en daarbij GvO's gebruikt om aan te tonen dat deze van hernieuwbare energiebronnen afkomstig is, levert hij groene elektriciteit. Eens de GvO's van een groene productie-installatie zijn verkocht, wordt de geproduceerde elektriciteit van deze productie-installatie niet meer beschouwd als afkomstig uit een hernieuwbare energiebron. Een GvO kan maar één keer gebruikt worden. Dit geldt ook voor WKK-GvO's. Doordat er nog maar weinig vraag is naar WKK-GvO's is de markt ervoor nog niet erg ontwikkeld. 

## Verstrekking en beheer
In Nederland worden Garanties van Oorsprong voor groene elektriciteit verstrekt en beheerd door Certiq, een dochteronderneming van netbeheerder TenneT. Dit gebeurt op basis van de Elektriciteitswet 1998 en verschillende ministeriële regelingen. In het Vlaams gewest worden de GO's uitgereikt door de VREG. De GvO's voor groen gas worden in Nederland verstrekt en beheerd door Vertogas, dochteronderneming van Gasunie. In de meeste andere Europese landen bestaat ook een regeling voor Garanties van Oorsprong, die zijn geharmoniseerd onder het European Energy Certificate System. 
Certiq, VREG en de andere nationale instanties voor GvO's zijn lid van de internationale organisatie AIB, the Association of issuing bodies, waardoor zij zich verbinden om de door deze organisatie voorgeschreven procedures te volgen bij het toekennen, verhandelen en vernietigen van GvO's en waardoor zij internationale handel in GvO's mogelijk maken. 

## Nederlandse wetgeving
In Nederland valt het systeem met Garanties van Oorsprong onder de Regeling garanties van oorsprong voor energie uit hernieuwbare energiebronnen en HR-WKK-elektriciteit. Deze regeling verving na 2015 de Regeling garanties van oorsprong voor duurzame elektriciteit, die in 2004 de opvolger was van het systeem met groencertificaten.
Energieleveranciers worden ieder half jaar door de Autoriteit Consument en Markt (ACM) gecontroleerd op het afboeken van de juiste hoeveelheden GvO’s voor huishoudens. Deze controle ontbreekt in Nederland voor de zakelijke markt.

## Internationale handel en 'sjoemelstroom'
In 2018 waren de meeste geïmporteerde Garanties van Oorsprong voor elektriciteit in Nederland afkomstig uit Italië (16,9%), Denemarken (15,2%) en Noorwegen (15%).
Vanaf 2012 ontstond in Nederland enige ophef over de internationale handel in Garanties van Oorsprong. Een aanzienlijk hoger aandeel van de Nederlandse markt sluit contracten af voor de levering van duurzaam opgewekte elektriciteit, dan er daadwerkelijk in Nederland wordt geproduceerd. Dit betekent dat veel leveranciers elektriciteit uit vervuilende bronnen verkopen als groene stroom. Dit is mogelijk dankzij het aanschaffen van GvO’s uit het buitenland, die voor de grijze stroom worden afgeboekt. Hiervoor ontstond de term ‘sjoemelstroom’. De aangeschafte GvO’s leiden veelal ook niet tot meer duurzame opwekking in het buitenland, omdat ze uit overschotten bestaan. In Noorwegen, een belangrijke bron van GvO’s, wordt vrijwel alle energie duurzaam opgewekt met behulp van waterkracht. Energieleveranciers aldaar hoeven deze energie niet in combinatie met duurzaamheidscertificaten te verkopen, omdat de klant er toch al van verzekerd is dat de afgenomen energie duurzaam is opgewekt. 
Een alternatief is het exclusief gebruik maken van GvO’s uit landen waar de vraag naar GvO’s hoger is dan het aanbod. Hoewel dit wel de markt voor duurzame energieopwekking stimuleert, is het nog geen garantie voor het ontvangen van volledig duurzame energie. Een Garantie van Oorsprong hoeft niet te worden afgeboekt op het moment van opwekking, terwijl de elektriciteit doorgaans wel onmiddellijk op het elektriciteitsnet wordt gebracht. Leveranciers kijken daarom over een langere periode naar de hoeveelheid afgenomen groene elektriciteit en boeken de benodigde GvO’s in één keer af. Zo worden gedurende het jaar gaten in de duurzame opwekking nog steeds afgedekt met behulp van grijze stroom die wordt gecombineerd met GvO’s die zijn verkregen ten tijde van overvloed. Zeker in het geval energie-opwekking die afhankelijk is van natuurlijke omstandigheden (wind, zon, water) treden namelijk regelmatig fluctuaties op.

## Groenestroomcertificaten met tijdsregistratie
De administratie van Garanties van Oorsprong vindt plaats op jaarbasis. Zolang de energieleverancier na een jaar genoeg GvO's kan afboeken als nodig om het elektriciteitsverbruik van een afnemer van groene stroom gedurende dat jaar te dekken, is alle door die afnemer gebruikte stroom volgens de administratie groen. In de praktijk is die afnemer op bepaalde momenten ook afhankelijk geweest van grijze stroomproductie, bijvoorbeeld op donkere en windstille momenten. Zo ontstaat meestal ten onrechte een beeld dat afnemers van groene stroom volledig onafhankelijk zijn van grijze elektriciteitsproductie (zie ook voorgaande paragraaf Internationale handel en 'sjoemelstroom'). 
Bij de non-profit organisatie EnergyTag, waar ook de Nederlandse certificatenbeheerder Certiq bij is aangesloten, wordt gewerkt aan regels en afspraken om groenestroomcertificaten met een tijdsstempel mogelijk te maken, zodat die ook op uur of kwartierbasis kunnen worden afgeboekt. Op dit moment wordt alleen de opwekkingsdatum in de GvO geregistreerd. Een tijdsregistratie biedt de mogelijkheid om te kunnen garanderen dat een afnemer daadwerkelijk op ieder tijdstip uitsluitend van groene stroomproductie afhankelijk is geweest. Samen met het zorgen voor gebruik van GvO's uitsluitend uit regio's waar geen overschot van GvO's is, maakt dit het leveren van grijs opgewekte stroom als groene stroom vrijwel onmogelijk. Dit komt het doel van het certificatensysteem, het aanjagen van de vraag naar - en dus investeringen in - groene stroomproductie en opslagcapaciteit, ten goede.
In de zomer van 2021 begint Certiq samen met energieleverancier Eneco en softwarebedrijf Flexidao in Nederland met een dergelijk pilotproject waarin GvO's met een tijdsregistratie worden bijgehouden.